# 君の鼓動は君にしか鳴らせない
「君の鼓動は君にしか鳴らせない」（きみのこどうはきみにしかならせない）は、平井堅の楽曲である。2015年8月5日に通算38枚目のシングルとしてアリオラジャパンから発売された。規格品番はDVD付の初回生産限定盤はBVCL-660/661、通常盤（フルヴォリューム盤）がBVCL-662。

## 解説
前作「ソレデモシタイ/おんなじさみしさ」から約8か月を経て発表された、デビュー20周年記念第1弾となるシングル。
唐沢寿明主演のTBS系日曜劇場『ナポレオンの村』の主題歌に起用された表題曲は「桔梗が丘」以来3作ぶりにシングル表題曲の作詞・作曲を平井がともに手がけたミディアムナンバー。ドラマサイドから「不屈の精神」「七転び八起き」というドラマのテーマに基づいて「奮起できるような曲」というリクエストを受け、「自分の中の奮起する気持ちや負けん気を引っ張り出して書いた」という。心臓の鼓動や鐘の音など、本人発案による「鳴らす」というコンセプトのアレンジが取り入れられている。。
ミュージック・ビデオは、安室奈美恵の「Christmas Wish」等のMVを制作している須藤カンジが初めて担当。平井は「命ある限り人は華やいでいけるんだ」というテーマを表現するために、オーディションで選ばれた74歳の女性とともに社交ダンスやコンテンポラリーダンスの要素を取り入れた独自の踊りを全編にわたって披露している。
CDパッケージは前作同様、DVDが付属した初回生産限定盤とCDのみの通常盤（フルヴォリューム盤）の2形態で発売された。ディスクジャケットも同様に初回盤と通常盤それぞれ別カットである。
通常盤のカップリング曲「愛にこだわれ」は、東洋ゴム工業「TOYO TIRES『そのタイヤに、驚きはあるか。』 企業篇」のCMソング。「サプライズ（驚き）」というキーワードを元に、自分とかけ離れた理想に憧れるのではなく、今「ここにある愛」にこだわって生きていくというテーマで、CMの絵コンテや映像などを見て書いたという。
通常盤の3曲目に収録されている「ソレデモシタイ(tofubeats remix)」は、トラックメイカーtofubeats（河合 佑亮）による前シングル曲「ソレデモシタイ」のリミックスバージョン。
通常盤の4曲目に収録されている「Ken Hirai 20th Anniversary Mega Mix Vol.1」は、20年間にリリースされたシングル曲から19曲をメガミックスといわれるメドレー形式でリミックスしたもの。

## 収録曲

### 初回生産限定盤
| #         | タイトル                                     | 作詞      | 作曲      | 編曲      | 時間  |
| --------- | -------------------------------------------- | --------- | --------- | --------- | ----- |
| 1.        | 「君の鼓動は君にしか鳴らせない」             | 平井堅    | 平井堅    | 亀田誠治  | 5:13  |
| 2.        | 「君の鼓動は君にしか鳴らせない(Less vocal)」 |           | 平井堅    | 亀田誠治  | 5:10  |
| 合計時間: | 合計時間:                                    | 合計時間: | 合計時間: | 合計時間: | 10:23 |

| #  | タイトル                                                                | 作詞 | 作曲・編曲 | 時間  |
| -- | ----------------------------------------------------------------------- | ---- | ---------- | ----- |
| 1. | 「KEN HIRAI TV Vol.3「20th Anniversary Special Long Interview-前篇-」」 |      |            | 35:55 |

### 通常盤（フルヴォリューム盤）
| #         | タイトル                                      | 作詞      | 作曲                                        | 編曲                    | 時間  |
| --------- | --------------------------------------------- | --------- | ------------------------------------------- | ----------------------- | ----- |
| 1.        | 「君の鼓動は君にしか鳴らせない」              | 平井堅    | 平井堅                                      | 亀田誠治                | 5:13  |
| 2.        | 「愛にこだわれ」                              | 平井堅    | 平井堅                                      | 田中直                  | 4:07  |
| 3.        | 「ソレデモシタイ(tofubeats remix)」           | 平井堅    | Divine Brown, Aileen De La Cruz, Adam Royce | tofubeats（リミックス） | 3:58  |
| 4.        | 「Ken Hirai 20th Anniversary Mega Mix Vol.1」 |           |                                             |                         | 10:11 |
| 合計時間: | 合計時間:                                     | 合計時間: | 合計時間:                                   | 合計時間:               | 23:29 |